# جيفري ليفيكابيسي
جيفري ليفيكابيسي (بالهولندية: Jeffrey Leiwakabessy)‏ (23 فبراير 1981 في هولندا - ) هو لاعب كرة قدم هولندي في مركز الدفاع. لعب مع ألمانيا آخن وأنورثوسيس فاماغوستا وإن إي سي نيميخن وفي في في فينلو.

## وصلات خارجية
- جيفري ليفيكابيسي على موقع الاتحاد الدولي (مؤرشف)  (الإنجليزية)
- جيفري ليفيكابيسي على موقع قاعدة بيانات كرة القدم.إي يو (الإنجليزية)
- جيفري ليفيكابيسي على موقع بيانات كرة القدم. دي إي (الألمانية)
- جيفري ليفيكابيسي على موقع Soccerway.com (الإنجليزية)
- جيفري ليفيكابيسي على موقع عالم كرة القدم.نت (الإنجليزية)